# دفتری از آسمان
دفتری از آسمان فیلمی به کارگردانی و نویسندگی پرویز شیخ طادی محصول سال ۱۳۷۸ است.

## خلاصه داستان
طوبی، دفتری از آسمان دارد کهٔ صدها مادر داغ‌دار در آن است. مادرانی که فرزندان‌شان در جنگ تحمیلی شهید شده‌اند و حالا در آرزوی دیدار آنها هستند. ی که در واقعیت جاری محال و رؤیایی به نظر می‌رسد. طوبی رازی را می‌داند و قصد دارد آن را با دیگران تقسیم کند. به مادران شهید وعده دیدار داده‌اند، اما ی او را باور ندارد. هر کدام از مادران نامهٔ از جای نامشخصی دریافت می‌کنند که به آنها وعده داده تا در روز و زمان خاصی برای ملاقات با فرزندان شهیدشان به جایی بروند. مادران در تحقق این دعوت عجیب تردید دارند، اما سرانجام در روز موعود به این ملاقات رؤیایی می‌روند.

## بازیگران
- کوروش تهامی
- اشکان خطیبی
- رؤیا تیموریان
- مجید مشیری
- پروانه احمدی
- شبنم طلوعی
- هایده حائری
- جمشید خندان